# 홍단수
홍단수(紅端水) 또는 소홍단수(小紅端水)는 두만강의 지류 중 하나로, 량강도 삼지연시 북포태산(北胞胎山, 2,289 m) 서북쪽 기슭에서 발원하여 대홍단군 대홍단읍에서 두만강에 유입하는 하천이다.
길이는 76.5 km로, 전반적으로 남서에서 북동 방향으로 흐르며, 대홍단군 내의 기본 수계를 이룬다. 대홍단군 내 관개용수와 주민 생활용수 등으로 이용되고 있다.

## 조청국경회담
제2차 감계회담(1887년) 당시 청나라는 북포태산(北胞胎山)에서 발원하는 두만강의 지류인 홍단수(紅端水)를 국경으로 주장했다가 조선 대표인 이중하의 논리에 밀리자 홍토수의 남쪽 지류인 석을수(石乙水)를 경계로 삼자고 수정제의하였다.

## 같이 보기
- 조중 변계 조약
- 두만강
- 백두산
- 마천령산맥
- 삼지연